# 0925
0925 è il prefisso telefonico del distretto di Sciacca, appartenente al compartimento di Palermo.
Il distretto comprende la parte occidentale della provincia di Agrigento. Confina con i distretti di Alcamo (0924) a ovest, di Palermo (091) a nord e di Agrigento (0922) a est.

## Aree locali e comuni
Il distretto di Sciacca comprende 11 comuni inclusi nelle 2 aree locali di Menfi (ex settori di Menfi, Sambuca di Sicilia e Santa Margherita di Belice) e Sciacca (ex settori di Caltabellotta, Ribera e Sciacca). I comuni compresi nel distretto sono: Burgio, Calamonaci, Caltabellotta, Lucca Sicula, Menfi, Montevago, Ribera, Sambuca di Sicilia, Santa Margherita di Belice, Sciacca e Villafranca Sicula .